# 拉盖尔多项式
在数学中，以法国数学家埃德蒙·拉盖尔命名的拉盖尔多项式定义为拉盖尔方程的标准解。
{\displaystyle x\,y''+(1-x)\,y'+n\,y=0\,}
这是一个二阶线性微分方程。
这个方程只有当n非负时，才有非奇异解。拉盖尔多项式可用在高斯积分法中，计算形如{\displaystyle \int _{0}^{\infty }f(x)dx}的积分。
这些多项式（通常用L0, L1等表示）构成一个多项式序列。这个多项式序列可以用罗德里格公式递推得到。
{\displaystyle L_{n}(x)={\frac {e^{x}}{n!}}{\frac {d^{n}}{dx^{n}}}\left(e^{-x}x^{n}\right).}
在按照下式定义的内积构成的内积空间中，拉盖尔多项式是正交多项式。
{\displaystyle \langle f,g\rangle =\int _{0}^{\infty }f(x)g(x)e^{-x}\,dx.}
拉盖尔多项式构成一个Sheffer序列。
拉盖尔多项式在量子力学中有重要应用。氢原子薛定谔方程的解的径向部分，就是拉盖尔多项式。
物理学家通常采用另外一种拉盖尔多项式的定义形式，即在上面的形式的基础上乘上一个n!。

## 前几个拉盖尔多项式

前六个拉盖尔多项式

前几个拉盖尔多项式的表达式与函数图像如下：
| n | {\displaystyle L_{n}(x)\,}                                                                              |
| 0 | {\displaystyle 1\,}                                                                                     |
| 1 | {\displaystyle -x+1\,}                                                                                  |
| 2 | {\displaystyle {\scriptstyle {\frac {1}{2}}}(x^{2}-4x+2)\,}                                             |
| 3 | {\displaystyle {\scriptstyle {\frac {1}{6}}}(-x^{3}+9x^{2}-18x+6)\,}                                    |
| 4 | {\displaystyle {\scriptstyle {\frac {1}{24}}}(x^{4}-16x^{3}+72x^{2}-96x+24)\,}                          |
| 5 | {\displaystyle {\scriptstyle {\frac {1}{120}}}(-x^{5}+25x^{4}-200x^{3}+600x^{2}-600x+120)\,}            |
| 6 | {\displaystyle {\scriptstyle {\frac {1}{720}}}(x^{6}-36x^{5}+450x^{4}-2400x^{3}+5400x^{2}-4320x+720)\,} |

## 递归定义
拉盖尔多项式也可以通过递归的方式进行定义。首先，规定前两个拉盖尔多项式为：
{\displaystyle L_{0}(x)=1\,}
{\displaystyle L_{1}(x)=1-x\,}
然后运用下面的递推关系得到更高阶的多项式。
{\displaystyle L_{k+1}(x)={\frac {1}{k+1}}\left((2k+1-x)L_{k}(x)-kL_{k-1}(x)\right).}

## 广义拉盖尔多项式
上面提到的拉盖尔多项式的正交性，也可以用另外一种方式表达。即：如果X是一个服从指数分布的随机变量（即，概率密度函数如下式）：
{\displaystyle f(x)=\left\{{\begin{matrix}e^{-x}&{\mbox{if}}\ x>0,\\0&{\mbox{if}}\ x<0,\end{matrix}}\right.}
那么：
{\displaystyle E\left[L_{n}(X)L_{m}(X)\right]=0\ {\mbox{whenever}}\ n\neq m.}
指数分布不是唯一的伽玛分布，对于任意的伽玛分布（概率密度函数如下，α > −1，参见Γ函数）
{\displaystyle f(x)=\left\{{\begin{matrix}x^{\alpha }e^{-x}/\Gamma (1+\alpha )&{\mbox{if}}\ x>0,\\0&{\mbox{if}}\ x<0,\end{matrix}}\right.}
相应的正交多项式为形如下式的广义拉盖尔多项式（可以通过罗德里格公式得到）：
{\displaystyle L_{n}^{(\alpha )}(x)={x^{-\alpha }e^{x} \over n!}{d^{n} \over dx^{n}}\left(e^{-x}x^{n+\alpha }\right).}
有时也将上面的多项式称为连带（联属，伴随）拉盖尔多项式。当取α = 0时，就回到拉盖尔多项式：
{\displaystyle L_{n}^{(0)}(x)=L_{n}(x).}

## 广义拉盖尔多项式的性质与应用
- 拉盖尔函数可以由合流超几何函数和Kummer变换得到： {\displaystyle L_{n}^{(\alpha )}(x):={n+\alpha  \choose n}M(-n,\alpha +1,x)={n+\alpha  \choose n}\sum _{i=0}(-1)^{i}{\frac {n \choose i}{\alpha +i \choose i}}x^{i}\,} {\displaystyle =e^{x}\cdot {n+\alpha  \choose n}M(\alpha +n+1,\alpha +1,-x)}{\displaystyle ={\frac {e^{x}\sin(n\pi )}{\sin((n+\alpha )\pi )}}L_{-\alpha -n-1}^{(\alpha )}(-x)}{\displaystyle =e^{x}\cdot \sum _{i=0}(-1)^{i}{\alpha +n+i \choose n}{\frac {x^{i}}{i!}}.}当{\displaystyle n}为整数时，截断为{\displaystyle n}阶拉盖尔多项式。
- {\displaystyle n}阶拉盖尔多项式可以通过将莱布尼茨乘积求导公式（英语：Leibniz's theorem for differentiation of a product）应用在罗德里格公式上而得到，结果为{\displaystyle L_{n}^{(\alpha )}(x)=\sum _{i=0}^{n}(-1)^{i}{n+\alpha  \choose n-i}{\frac {x^{i}}{i!}}}。
- n阶拉盖尔多项式的首项系数为(−1)n/n!；
- 拉盖尔多项式在x=0的取值（常数项）为 {\displaystyle L_{n}^{(\alpha )}(0)={n+\alpha  \choose n}\approx {\frac {n^{\alpha }}{\Gamma (\alpha +1)}};}
- Ln(α)有n个实的正根（应该注意到 {\displaystyle \left((-1)^{n-i}L_{n-i}^{(\alpha )}\right)_{i=0}^{n}}构成以施图姆序列），且这些根全部位于区间{\displaystyle (0,n+\alpha +(n-1){\sqrt {n+\alpha }}]}中。
- 当{\displaystyle n}很大，而{\displaystyle \alpha }不变，{\displaystyle x>0}时，拉盖尔多项式的渐近行为如下：

{\displaystyle L_{n}^{(\alpha )}(x)\approx {\frac {n^{{\frac {\alpha }{2}}-{\frac {1}{4}}}}{\sqrt {\pi }}}{\frac {e^{\frac {x}{2}}}{x^{{\frac {\alpha }{2}}+{\frac {1}{4}}}}}\cos \left(2{\sqrt {x\left(n+{\frac {\alpha +1}{2}}\right)}}-{\frac {\pi }{2}}\left(\alpha +{\frac {1}{2}}\right)\right)}，以及
{\displaystyle L_{n}^{(\alpha )}(-x)\approx {\frac {n^{{\frac {\alpha }{2}}-{\frac {1}{4}}}}{2{\sqrt {\pi }}}}{\frac {e^{-{\frac {x}{2}}}}{x^{{\frac {\alpha }{2}}+{\frac {1}{4}}}}}\exp \left(2{\sqrt {x\left(n+{\frac {\alpha +1}{2}}\right)}}\right)}。
- 前几个广义拉盖尔多项式为：

{\displaystyle L_{0}^{(\alpha )}(x)=1}
{\displaystyle L_{1}^{(\alpha )}(x)=-x+\alpha +1}
{\displaystyle L_{2}^{(\alpha )}(x)={\frac {x^{2}}{2}}-(\alpha +2)x+{\frac {(\alpha +2)(\alpha +1)}{2}}}
{\displaystyle L_{3}^{(\alpha )}(x)={\frac {-x^{3}}{6}}+{\frac {(\alpha +3)x^{2}}{2}}-{\frac {(\alpha +2)(\alpha +3)x}{2}}+{\frac {(\alpha +1)(\alpha +2)(\alpha +3)}{6}}}
- 根据拉盖尔多项式的定义，可以使用秦九韶算法计算拉盖尔多项式，程序代码如下：

```
 
function
 LaguerreL(n, alpha, x) {
    LaguerreL:= 1; bin:= 1 
    
for
 i:= n 
to
 1 
step
 -1 {
        bin:= bin* (alpha+ i)/ (n+ 1- i)
        LaguerreL:= bin- x* LaguerreL/ i
    }
    
return
 LaguerreL;
 }
```

### 递推关系
拉盖尔多项式满足以下的递推关系：
{\displaystyle L_{n}^{(\alpha +\beta +1)}(x+y)=\sum _{i=0}^{n}L_{i}^{(\alpha )}(x)L_{n-i}^{(\beta )}(y),}
特别地，有
{\displaystyle L_{n}^{(\alpha +1)}(x)=\sum _{i=0}^{n}L_{i}^{(\alpha )}(x)}以及{\displaystyle L_{n}^{(\alpha )}(x)=\sum _{i=0}^{n}{\alpha -\beta +n-i-1 \choose n-i}L_{i}^{(\beta )}(x)}，或{\displaystyle L_{n}^{(\alpha )}(x)=\sum _{i=0}^{n}{\alpha -\beta +n \choose n-i}L_{i}^{(\beta -i)}(x);}
还有
{\displaystyle {\begin{aligned}L_{n}^{(\alpha )}(x)-\sum _{j=0}^{\Delta -1}{n+\alpha  \choose n-j}(-1)^{j}{\frac {x^{j}}{j!}}&=(-1)^{\Delta }{\frac {x^{\Delta }}{(\Delta -1)!}}\sum _{i=0}^{n-\Delta }{\frac {n+\alpha  \choose n-\Delta -i}{(n-i){n \choose i}}}L_{i}^{(\alpha +\Delta )}(x)\\&=(-1)^{\Delta }{\frac {x^{\Delta }}{(\Delta -1)!}}\sum _{i=0}^{n-\Delta }{\frac {n+\alpha -i-1 \choose n-\Delta -i}{(n-i){n \choose i}}}L_{i}^{(n+\alpha +\Delta -i)}(x).\end{aligned}}}
运用以上式子可以得到以下四条关系式：
- {\displaystyle L_{n}^{(\alpha )}(x)=L_{n}^{(\alpha +1)}(x)-L_{n-1}^{(\alpha +1)}(x)}{\displaystyle =\sum _{j=0}^{k}{k \choose j}L_{n-j}^{(\alpha -k+j)}(x),}
- {\displaystyle nL_{n}^{(\alpha )}(x)=(n+\alpha )L_{n-1}^{(\alpha )}(x)-xL_{n-1}^{(\alpha +1)}(x),} or {\displaystyle {\frac {x^{k}}{k!}}L_{n}^{(\alpha )}(x)=\sum _{i=0}^{k}(-1)^{i}{n+i \choose i}{n+\alpha  \choose k-i}L_{n+i}^{(\alpha -k)}(x),}
- {\displaystyle nL_{n}^{(\alpha +1)}(x)=(n-x)L_{n-1}^{(\alpha +1)}(x)+(n+\alpha )L_{n-1}^{(\alpha )}(x)}
- {\displaystyle xL_{n}^{(\alpha +1)}=(n+\alpha )L_{n-1}^{\alpha }(x)-(n-x)L_{n}^{(\alpha )}(x);}

将它们组合在一起，就得到了最常用的递推关系式：
{\displaystyle L_{n+1}^{(\alpha )}(x)={\frac {1}{n+1}}\left((2n+1+\alpha -x)L_{n}^{(\alpha )}(x)-(n+\alpha )L_{n-1}^{(\alpha )}(x)\right).}
当{\displaystyle i}与{\displaystyle n}均为整数时，拉盖尔多项式有以下的有趣性质：
{\displaystyle {\frac {(-x)^{i}}{i!}}L_{n}^{(i-n)}(x)={\frac {(-x)^{n}}{n!}}L_{i}^{(n-i)}(x);}
进一步可以得到部分分式分解：
{\displaystyle {\frac {L_{n}^{(\alpha )}(x)}{n+\alpha  \choose n}}=1-\sum _{j=1}^{n}{\frac {x^{j}}{\alpha +j}}{\frac {L_{n-j}^{(j)}(x)}{(j-1)!}}=1-x\sum _{i=1}^{n}{\frac {L_{n-i}^{(-\alpha )}(x)L_{i-1}^{(\alpha +1)}(-x)}{\alpha +i}}.}

### 拉盖尔多项式的导函数
将拉盖尔多项式对自变量x求导k次，得到：
{\displaystyle {\frac {\mathrm {d} ^{k}}{\mathrm {d} x^{k}}}L_{n}^{(\alpha )}(x)=(-1)^{k}L_{n-k}^{(\alpha +k)}(x)\,;}
进一步有：
{\displaystyle {\frac {1}{k!}}{\frac {\mathrm {d} ^{k}}{\mathrm {d} x^{k}}}x^{\alpha }L_{n}^{(\alpha )}(x)={n+\alpha  \choose k}x^{\alpha -k}L_{n}^{(\alpha -k)}(x),}
运用柯西多重积分公式可以得到：
{\displaystyle L_{n}^{(\alpha ')}(x)=(\alpha '-\alpha ){\alpha '+n \choose \alpha '-\alpha }\int _{0}^{x}{\frac {t^{\alpha }(x-t)^{\alpha '-\alpha -1}}{x^{\alpha '}}}L_{n}^{(\alpha )}(t)\,dt.}
将拉盖尔多项式对参变量{\displaystyle \alpha }求导，得到下面的有意思的结果：
{\displaystyle {\frac {\mathrm {d} }{\mathrm {d} \alpha }}L_{n}^{(\alpha )}(x)=\sum _{i=0}^{n-1}{\frac {L_{i}^{(\alpha )}(x)}{n-i}}.}
广义拉盖尔多项式满足下面的微分方程：
{\displaystyle xL_{n}^{(\alpha )\prime \prime }(x)+(\alpha +1-x)L_{n}^{(\alpha )\prime }(x)+nL_{n}^{(\alpha )}(x)=0,\,}
可以与拉盖尔多项式的k阶导数所满足的微分方程作一比较。
{\displaystyle xL_{n}^{(k)\prime \prime }(x)+(k+1-x)L_{n}^{(k)\prime }(x)+(n-k)L_{n}^{(k)}(x)=0,\,}
仅在此式中，{\displaystyle L_{n}^{(k)}(x)\equiv {\frac {dL_{n}(x)}{dx^{k}}}}（后面这个符号又有了新的含义）。
于是，当{\displaystyle \alpha =0}时，广义拉盖尔多项式可以用拉盖尔多项式的导数表示：
{\displaystyle L_{n}^{(k)}(x)=(-1)^{k}{\frac {dL_{n+k}(x)}{dx^{k}}}}
式中的上标(k)容易与求导k次混淆。

### 正交性
伴随拉盖尔多项式在区间[0, ∞)上以权函数xα e −x正交：
{\displaystyle \int _{0}^{\infty }x^{\alpha }e^{-x}L_{n}^{(\alpha )}(x)L_{m}^{(\alpha )}(x)dx={\frac {\Gamma (n+\alpha +1)}{n!}}\delta _{n,m},}
这可由下式得到：
{\displaystyle \int _{0}^{\infty }x^{\alpha '-1}e^{-x}L_{n}^{(\alpha )}(x)dx={\alpha -\alpha '+n \choose n}\Gamma (\alpha ').}
伴随对称核多项式可以用拉盖尔多项式表示为：
{\displaystyle {\begin{aligned}K_{n}^{(\alpha )}(x,y)&{:=}{\frac {1}{\Gamma (\alpha +1)}}\sum _{i=0}^{n}{\frac {L_{i}^{(\alpha )}(x)L_{i}^{(\alpha )}(y)}{\alpha +i \choose i}}\\&{=}{\frac {1}{\Gamma (\alpha +1)}}{\frac {L_{n}^{(\alpha )}(x)L_{n+1}^{(\alpha )}(y)-L_{n+1}^{(\alpha )}(x)L_{n}^{(\alpha )}(y)}{{\frac {x-y}{n+1}}{n+\alpha  \choose n}}}\\&{=}{\frac {1}{\Gamma (\alpha +1)}}\sum _{i=0}^{n}{\frac {x^{i}}{i!}}{\frac {L_{n-i}^{(\alpha +i)}(x)L_{n-i}^{(\alpha +i+1)}(y)}{{\alpha +n \choose n}{n \choose i}}};\end{aligned}}}
也有下面的递推关系：
{\displaystyle K_{n}^{(\alpha )}(x,y)={\frac {y}{\alpha +1}}K_{n-1}^{(\alpha +1)}(x,y)+{\frac {1}{\Gamma (\alpha +1)}}{\frac {L_{n}^{(\alpha +1)}(x)L_{n}^{(\alpha )}(y)}{\alpha +n \choose n}}.}
进一步地，在伴L2[0, ∞)空间上，有：
{\displaystyle y^{\alpha }e^{-y}K_{n}^{(\alpha )}(\cdot ,y)\rightarrow \delta (y-\,\cdot ),}
在氢原子的量子力学处理中用到了下面的公式：
{\displaystyle \int _{0}^{\infty }x^{\alpha +1}e^{-x}\left[L_{n}^{(\alpha )}\right]^{2}dx={\frac {(n+\alpha )!}{n!}}(2n+\alpha +1).}

### 级数展开
设一个函数具有以下的级数展开形式：
{\displaystyle f(x)=\sum _{i=0}f_{i}^{(\alpha )}L_{i}^{(\alpha )}(x).}
则展开式的系数由下式给出
{\displaystyle f_{i}^{(\alpha )}=\int _{0}^{\infty }{\frac {L_{i}^{(\alpha )}(x)}{i+\alpha  \choose i}}\cdot {\frac {x^{\alpha }e^{-x}}{\Gamma (\alpha +1)}}\cdot f(x)\,dx.}
这个级数在Lp空间{\displaystyle L^{2}[0,\infty )}上收敛，当且仅当
{\displaystyle \|f\|_{L^{2}}^{2}:=\int _{0}^{\infty }{\frac {x^{\alpha }e^{-x}}{\Gamma (\alpha +1)}}|f(x)|^{2}dx=\sum _{i=0}{i+\alpha  \choose i}|f_{i}^{(\alpha )}|^{2}<\infty .}
一个相关的展开式为： 
{\displaystyle f(x)=e^{{\frac {\gamma }{1+\gamma }}x}\cdot \sum _{i=0}{\frac {L_{i}^{(\alpha )}\left({\frac {x}{1+\gamma }}\right)}{(1+\gamma )^{i+\alpha +1}}}\sum _{n=0}^{i}\gamma ^{i-n}{i \choose n}f_{n}^{(\alpha )};}
特别地
{\displaystyle e^{-\gamma x}\cdot L_{n}^{(\alpha )}(x(1+\gamma ))=\sum _{i=n}{\frac {L_{i}^{(\alpha )}(x)}{(1+\gamma )^{i+\alpha +1}}}\gamma ^{i-n}{i \choose n},}
这可由下式得到：
{\displaystyle L_{n}^{(\alpha )}\left({\frac {x}{1+\gamma }}\right)={\frac {1}{(1+\gamma )^{n}}}\sum _{i=0}^{n}\gamma ^{n-i}{n+\alpha  \choose n-i}L_{i}^{(\alpha )}(x).}
还有，当{\displaystyle \operatorname {Re} {(2\alpha -\beta )}>-1}时，
{\displaystyle {\frac {x^{\alpha -\beta }f(x)}{\Gamma (\alpha -\beta +1)}}={\alpha  \choose \beta }\sum _{i=0}{\frac {L_{i}^{(\beta )}(x)}{\beta +i \choose i}}\sum _{n=0}^{i}(-1)^{i-n}{\alpha -\beta  \choose i-n}{\alpha +n \choose n}f_{n}^{(\alpha )},}
这个结果可以由下式导出，
{\displaystyle {\frac {x^{\alpha -\beta }L_{n}^{(\alpha )}(x)}{\Gamma (\alpha -\beta +1)}}={\alpha  \choose \beta }{\alpha +n \choose n}\sum _{i=n}(-1)^{i-n}{\alpha -\beta  \choose i-n}{\frac {L_{i}^{(\beta )}(x)}{\beta +i \choose i}}}

#### 更多的例子
幂函数可以展开为：
{\displaystyle {\frac {x^{n}}{n!}}=\sum _{i=0}^{n}(-1)^{i}{n+\alpha  \choose n-i}L_{i}^{(\alpha )}(x)=(-1)^{n}\sum _{i=0}^{n}L_{i}^{(\alpha -i)}(x){-\alpha  \choose n-i},}
二项式可以展开为：
{\displaystyle {n+x \choose n}=\sum _{i=0}^{n}{\frac {\alpha ^{i}}{i!}}L_{n-i}^{(x+i)}(\alpha ).}
进一步可以得到：
{\displaystyle e^{-\gamma x}=\sum _{i=0}{\frac {\gamma ^{i}}{(1+\gamma )^{i+\alpha +1}}}L_{i}^{(\alpha )}(x)}（当且仅当 {\displaystyle \operatorname {Re} {(\gamma )}>-{\frac {1}{2}}}时收敛）
更一般地
{\displaystyle {\frac {x^{\beta }e^{-\gamma x}}{\Gamma (\beta +1)}}={\alpha +\beta  \choose \alpha }\sum _{i=0}{\frac {L_{i}^{(\alpha )}(x)}{\alpha +i \choose i}}\sum _{j=0}^{i}{\frac {(-1)^{j}}{(1+\gamma )^{\alpha +\beta +j+1}}}{\alpha +\beta +j \choose j}{\alpha +i \choose i-j}.}
对于非负的整数{\displaystyle \beta }，可以化简为：
{\displaystyle {\frac {x^{n}e^{-\gamma x}}{n!}}=\sum _{i=0}{\frac {\gamma ^{i}L_{i}^{(\alpha )}(x)}{(1+\gamma )^{i+n+\alpha +1}}}\sum _{j=0}^{n}(-1)^{n-j}\gamma ^{j}{n+\alpha  \choose j}{i \choose n-j},}
当{\displaystyle \gamma =0}时，可以化简为：
{\displaystyle {\frac {x^{\beta }}{\Gamma (\beta +1)}}={\alpha +\beta  \choose \alpha }\sum _{i=0}(-1)^{i}{\beta  \choose i}{\frac {L_{i}^{(\alpha )}(x)}{\alpha +i \choose i}},}或
{\displaystyle {\frac {x^{\beta }L_{n}^{(\gamma )}(x)}{\Gamma (\beta +1)}}={\alpha +\beta  \choose \alpha }\sum _{i=0}{\frac {L_{i}^{(\alpha )}(x)}{\alpha +i \choose i}}\sum _{j=0}^{n}(-1)^{i-j}{n+\gamma  \choose n-j}{\beta +j \choose i}{\alpha +\beta +j \choose j}.}
雅可比Theta 函数有下面的表示：
{\displaystyle \sum _{k\in \mathbb {Z} }e^{-k^{2}\pi x}=\sum _{i=0}L_{i}^{(\alpha )}\left({\frac {x}{t}}\right)\sum _{k\in \mathbb {Z} }{\frac {(k^{2}\pi t)^{i}}{(1+k^{2}\pi t)^{i+\alpha +1}}};}
随意选定参量t，贝塞尔函数可以表示为：
{\displaystyle {\frac {J_{\alpha }(x)}{\left({\frac {x}{2}}\right)^{\alpha }}}={\frac {e^{-t}}{\Gamma (\alpha +1)}}\sum _{i=0}{\frac {L_{i}^{(\alpha )}\left({\frac {x^{2}}{4t}}\right)}{i+\alpha  \choose i}}{\frac {t^{i}}{i!}};}
Γ函数可以展开为： 
{\displaystyle \Gamma (\alpha )=x^{\alpha }\sum _{i=0}{\frac {L_{i}^{(\alpha )}(x)}{\alpha +i}}\qquad \left(\Re (\alpha )<{\frac {1}{2}}\right);}
低阶不完全伽玛函数可展开为：
{\displaystyle {\frac {\gamma (s;z)}{t^{s}\Gamma (s)}}={\frac {\left({\frac {z}{t}}\right)^{\alpha }}{\Gamma (\alpha +1)}}\sum _{i=0}{\frac {L_{i}^{(\alpha )}\left({\frac {z}{t}}\right)}{\alpha +i \choose i}}\sum _{j=0}^{i}{\frac {(-1)^{j}}{(1+t)^{s+j}}}{s-1+j \choose j}{\alpha -1+i \choose i-j},}
{\displaystyle {\frac {\gamma (s;z)}{t^{s}\Gamma (s)}}={\alpha +s \choose \alpha +1}\sum _{i=0}{\frac {{\alpha +i+1 \choose i+1}-L_{i+1}^{(\alpha )}\left({\frac {z}{t}}\right)}{\alpha +i+1 \choose i}}\sum _{j=0}^{i}{\frac {(-1)^{j}}{(1+t)^{\alpha +1+s+j}}}{\alpha +s+j \choose j}{\alpha +i+1 \choose i-j}.}
还有：
{\displaystyle \gamma (s,z)={\frac {\gamma ^{s}}{\Gamma (1-s)}}\sum _{i=0}{\frac {L_{i+1}^{(-s)}(0)-L_{i+1}^{(-s)}\left({\frac {z}{\gamma }}\right)}{(1+\gamma )^{i+1}}}\sum _{n=0}^{i}\gamma ^{i-n}{\frac {i \choose n}{n+1-s}};}
于是，高阶不完全伽玛函数就是：
{\displaystyle {\begin{aligned}{\frac {\Gamma (s,z)}{z^{s}e^{-z}}}&=\sum _{k=0}{\frac {L_{k}^{(\alpha )}(z)}{(k+1){k+1+\alpha -s \choose k+1}}}\qquad \left(\Re \left(s-{\frac {\alpha }{2}}\right)<{\frac {1}{4}}\right)\\&=\sum _{k=0}L_{k}^{(\alpha )}(z\,t)\cdot {\frac {_{2}F_{1}\left(1+\alpha +k,1+k;2+\alpha +k-s;{\frac {t-1}{t}}\right)}{t^{k}(k+1){1+\alpha +k-s \choose 1+k}}}\\&=t^{s}\sum _{k=0}L_{k}^{(\alpha )}(z\,t)\cdot {\frac {_{2}F_{1}\left(1-s,1+\alpha -s;2+\alpha +k-s;{\frac {t-1}{t}}\right)}{(k+1){1+\alpha +k-s \choose 1+k}}}\\&=t^{1+\alpha }\sum _{k=0}L_{k}^{(\alpha )}(z\,t)\cdot {\frac {_{2}F_{1}\left(1+\alpha +k,1+\alpha -s;2+\alpha +k-s;1-t\right)}{(k+1){1+\alpha +k-s \choose 1+k}}},\end{aligned}}}
{\displaystyle _{2}F_{1}}表示超几何函数。

## 围道积分表示
拉盖尔多项式可以用围道积分表示，如下式所示：
{\displaystyle L_{n}^{(\alpha )}(x)={\frac {1}{2\pi i}}\oint {\frac {e^{-{\frac {xt}{1-t}}}}{(1-t)^{\alpha +1}\,t^{n+1}}}\;dt}
积分方向逆时针绕原点一周。

## 与埃爾米特多項式的关系
广义拉盖尔多项式与埃爾米特多項式有下列关系：
{\displaystyle H_{2n}(x)=(-1)^{n}\ 2^{2n}\ n!\ L_{n}^{(-1/2)}(x^{2})}
以及
{\displaystyle H_{2n+1}(x)=(-1)^{n}\ 2^{2n+1}\ n!\ x\ L_{n}^{(1/2)}(x^{2})}
这里的Hn表示乘上了exp(−x2)的埃爾米特多項式（所谓的“物理学家形式”）。
正因为这样，广义拉盖尔多项式也在量子谐振子的量子力学处理中出现。

## 与超几何函数的关系
拉盖尔多项式可以用超几何函数来定义，具体地说，是用合流超几何函数定义：
{\displaystyle L_{n}^{(\alpha )}(x)={n+\alpha  \choose n}M(-n,\alpha +1,x)={\frac {(\alpha +1)_{n}}{n!}}\,_{1}F_{1}(-n,\alpha +1,x)}
{\displaystyle (a)_{n}}是阶乘幂，这里表示升阶乘。

## 与贝塞尔函数的关系
拉盖尔多项式与变形贝塞尔函数之间有以下关系：
{\displaystyle {\begin{aligned}L_{n}^{(\alpha )}(x)=&e^{\frac {x}{2}}\left({\frac {x}{4}}\right)^{n+{\frac {1}{2}}}{\frac {2}{{\sqrt {\pi }}(n+1)!{-{\frac {1}{2}} \choose n+1}}}\cdot \\&\cdot \sum _{k=0}^{n}(-1)^{k+1}{2n+1 \choose n-k}{\frac {{n+\alpha  \choose n}{\alpha +2n+1 \choose n-k}}{n-k+\alpha  \choose n-k}}\left(k+{\frac {1}{2}}\right)K_{k+{\frac {1}{2}}}\left({\frac {x}{2}}\right)\\=&e^{\frac {x}{2}}\left({\frac {4}{x}}\right)^{n+\alpha +{\frac {1}{2}}}\Gamma \left(\alpha +{\frac {1}{2}}\right){-\alpha -1 \choose n}{-\alpha -{\frac {1}{2}} \choose n}\cdot \\&\cdot n!\sum _{k=0}^{n}{\frac {{-2n-1-2\alpha  \choose k-n}{-2n-1-\alpha  \choose k-n}}{-\alpha -1 \choose k-n}}\left(\alpha +{\frac {1}{2}}+k\right)I_{\alpha +{\frac {1}{2}}+k}\left({\frac {x}{2}}\right)\end{aligned}},}
进一步有：
{\displaystyle L_{n}^{(\alpha )}(x)={\frac {2}{4^{n}(2n+1){-{\frac {1}{2}} \choose n}}}\sum _{k=0}^{n}\left(k+{\frac {1}{2}}\right){\frac {2n+1 \choose n-k}{{n \choose k}^{2}}}{n+\alpha  \choose k}{2n+\alpha +1 \choose n-k}{\frac {x^{n-k}}{(n-k)!}}L_{k}^{-2k-1}(x).}